# Vesou

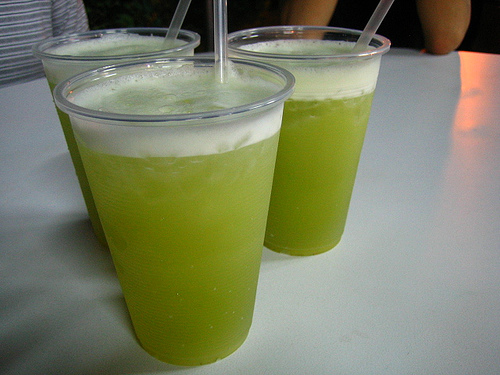
Jus de canne à sucre.

Le vesou est le moût extrait de la canne à sucre. Le vesou est la base du rhum agricole et de la cachaça, de la cassonade et du « pain de vesou » (ou panela, rapadura), et aussi le jus brut au départ de la production du sucre de canne.

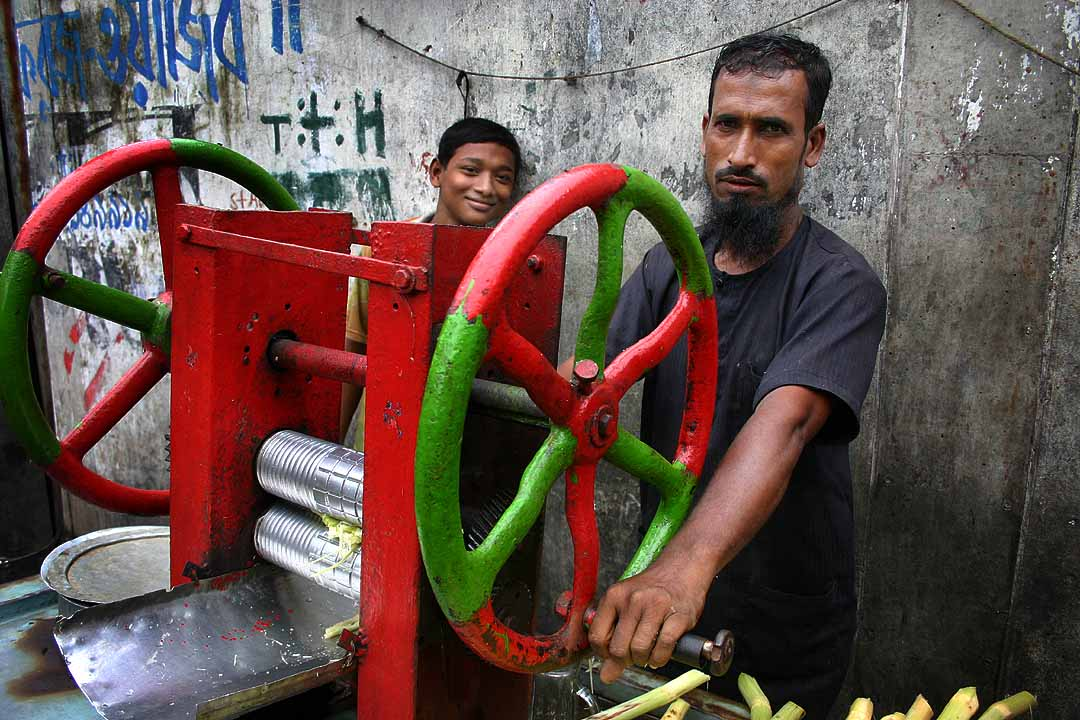
Presse manuelle de canne à sucre permettant d'obtenir le vesou.

## Description
Le vesou est le jus obtenu en écrasant la canne à sucre et en la passant dans une presse. Le broyage doit être réalisé au plus tard 36 heures après la coupe des cannes. Cette fibre très compacte, appelée bagasse, est introduite dans une broyeuse, composée de trois gros cylindres qui assurent un broyage de plus en plus fin. Le vesou qui coule ainsi contient 70 % d'eau, 14 % de saccharose, 14 % de matière ligneuse et 2 % d'impuretés.
La dernière bagasse, très fibreuse, est utilisée comme combustible et fournit à l’usine l’énergie nécessaire à son fonctionnement.

## Utilisation
La fermentation du vesou permet la transformation de son sucre en alcool. Ce liquide légèrement sucré (~5-6°) est appelé vin. La distillation de ce vin permet d'obtenir le rhum agricole qui ne peut provenir que de la distillation du vesou fermenté. La cachaça provient également du vesou fermenté.
Le vesou, soigneusement filtré, est placé dans des cuves à fermentation pendant 36 à 48 heures. Cela donne un vin appelé « grappe » et titrant 5 à 6 degrés d’alcool. La suite du processus relève du travail classique du maître de chais. Une tonne de canne à sucre donne en moyenne 100 litres de rhum agricole à 55°.
La concentration du vesou par évaporation donne le sirop de batterie, sirop utilisé comme édulcorant. L'évaporation complète du vesou donne le sucre muscovado.